# Система Кузьминских прудов
Система Кузьминских прудов — ряд водоёмов на реке Чури́лихе (Понома́рке), расположенной на востоке и юго-востоке Москвы. Представляет собой последовательный каскад прудов, составляющих единую рекреационную зону. Включает в себя Верхний Кузьминский, Нижний Кузьминский, Шибаевский, Щучий, Верхний Люблинский и Нижний Люблинский пруды, а также более мелкий высохший Карасёвый пруд.

## История сооружения
Отдельные пруды на Чурилихе (например, Нижний Кузьминский, он же Мельничный) существовали с XVII века. В качестве последовательного каскада, представляющего собой единую систему, они оформились в конце XVIII — начале XIX вв. в процессе строительства прудов преимущественно на территории загородных усадеб, расположенных вдоль реки Чурилихи в современных районах Кузьминки и Люблино.

## Состав системы

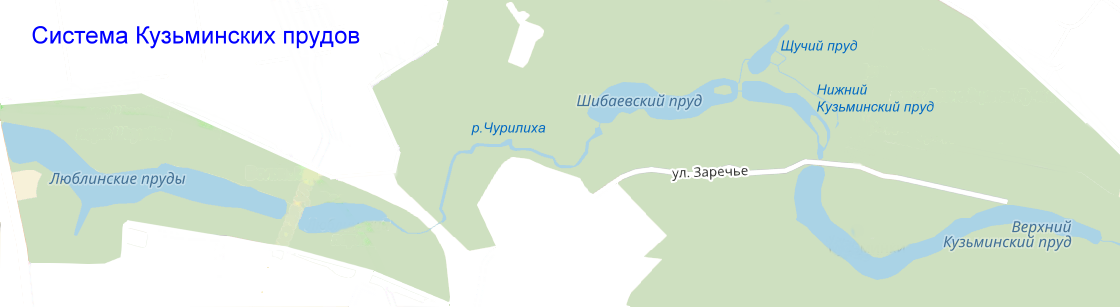
Система Кузьминских прудов Москвы — схема (на 2017 г).

В верхней части системы располагается каскад из четырёх прудов на территории усадьбы Кузьминки. Сейчас общая площадь прудов в каскаде составляет 30 га. Самым большим прудом здесь является Верхний Кузьминский (площадь 14,5 га, средняя глубина 2,5 м, объём воды 360,0 тыс. м³), вторым по величине — Шибаевский (площадь 9 га, средняя глубина 2 м, объём воды 180,0 тыс. м³), третьим — Нижний Кузьминский (площадь 4,6 га, средняя глубина 2,5 м, объём воды 115,0 тыс. м³), четвёртым — Щучий (площадь 2,0 га, средняя глубина 2,5 м, объём воды 50,0 тыс. м³).
В нижней части системы располагается Люблинский пруд (площадь 16,8 га, средняя глубина 2,5 м, объём воды 420 тыс.м³). Люблинский пруд находится в устье реки Чурилихи и замыкает систему Кузьминских прудов.

## Описание
Сами пруды системы и их окружение признаётся в качестве исторического памятника, отмеченного в реестре ЮНЕСКО.
В прудах водится мелкая рыба, лягушки, растут лилии, кубышки. Из водоплавающих птиц встречаются чайки и круглый год водятся утки-кряквы. Иногда можно встретить водных черепах (в Нижнем Кузьминском пруду).
На прудах есть прокатные лодочные станции и спасательная станция. Купаться официально запрещено.

## Галерея

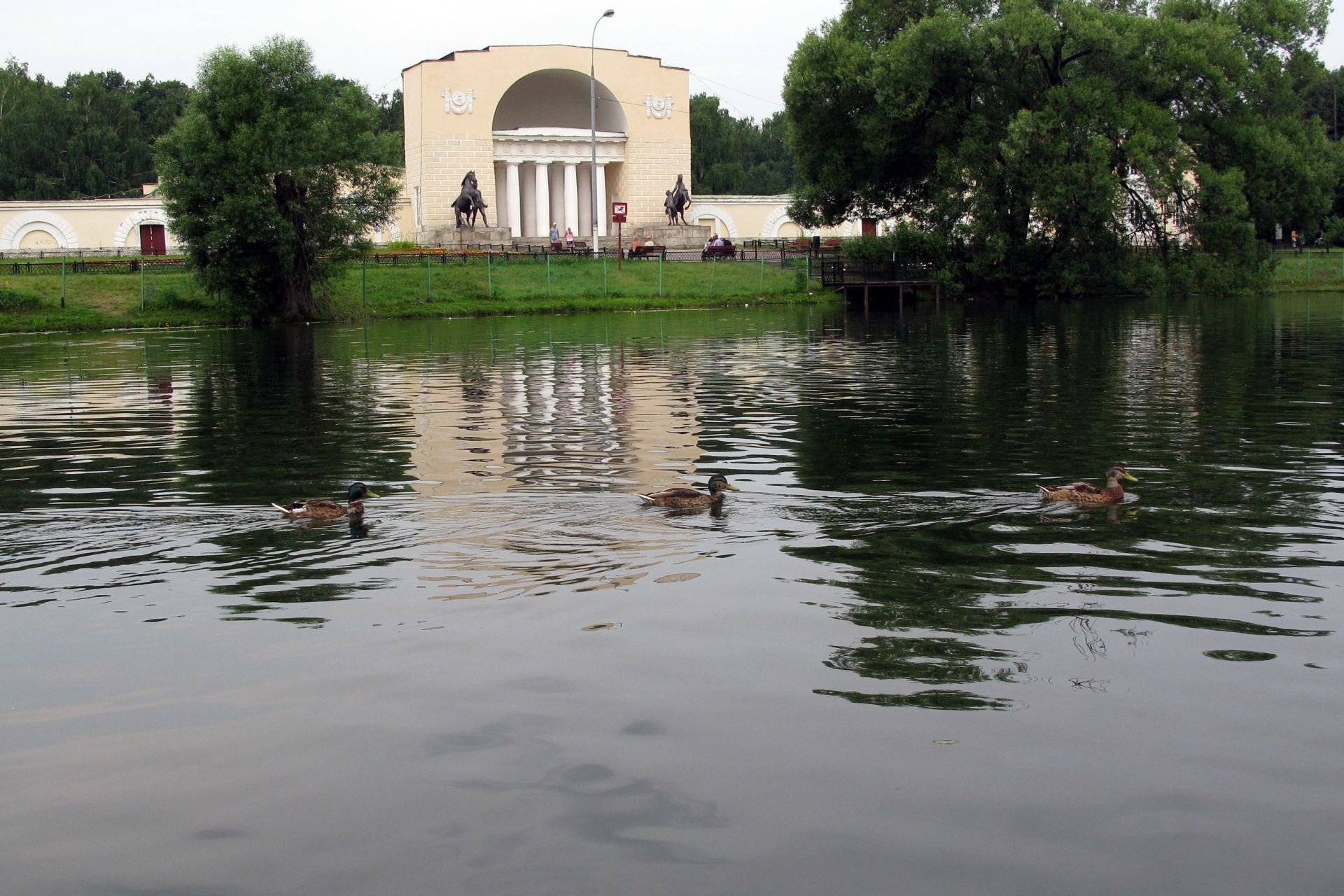
Верхний Кузьминский пруд с Конным двором усадьбы Кузьминки
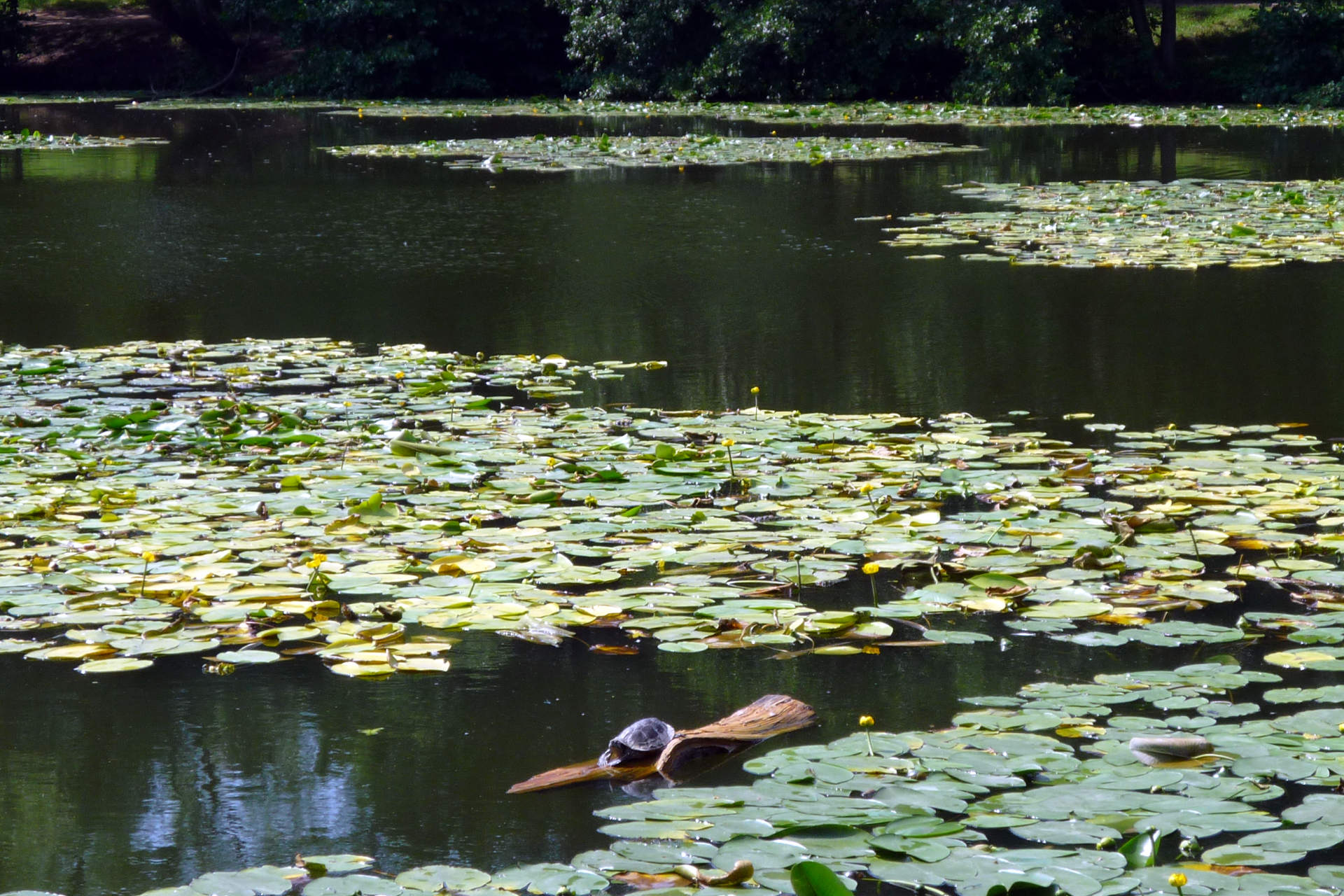
Нижний Кузьминский пруд
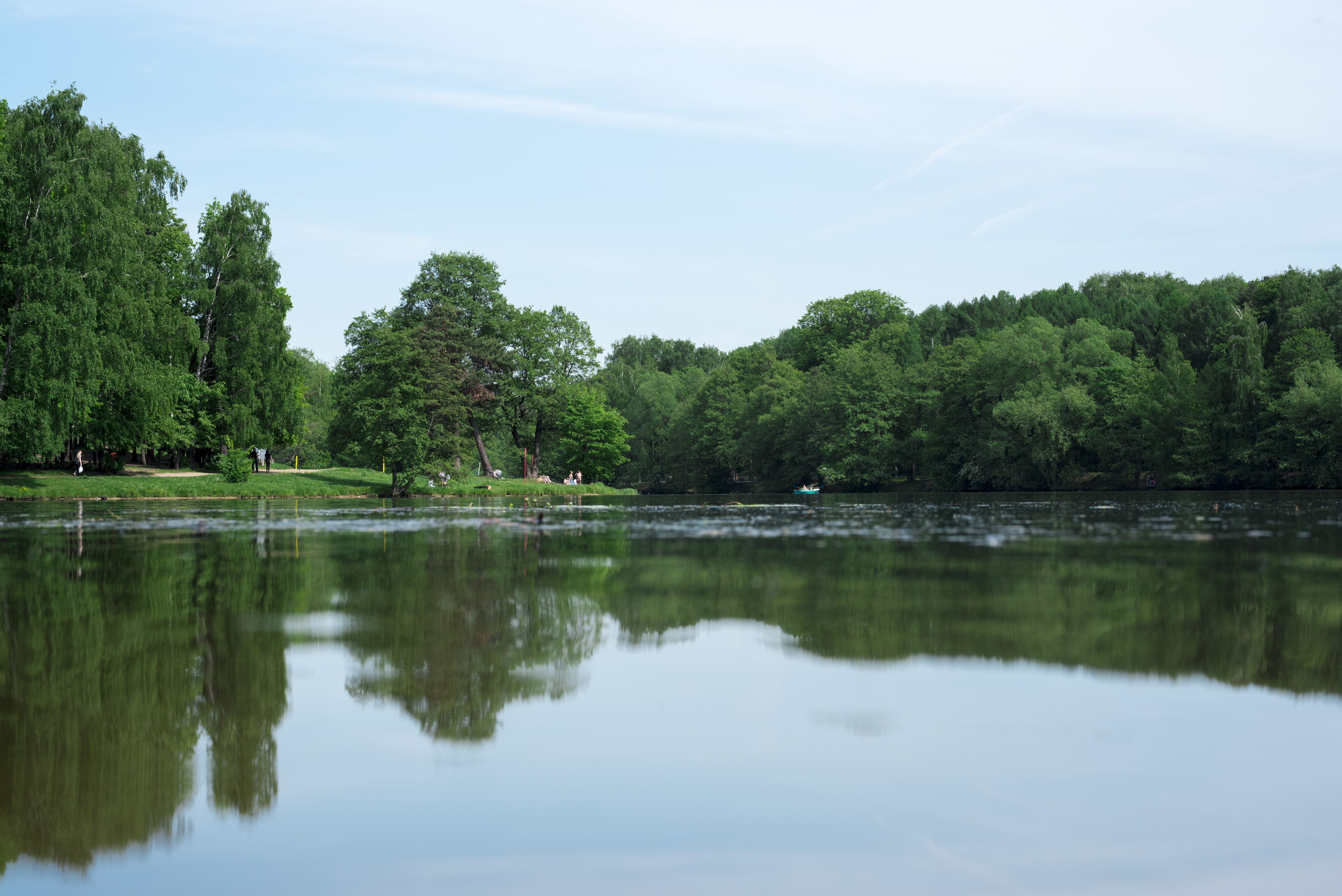
Шибаевский пруд
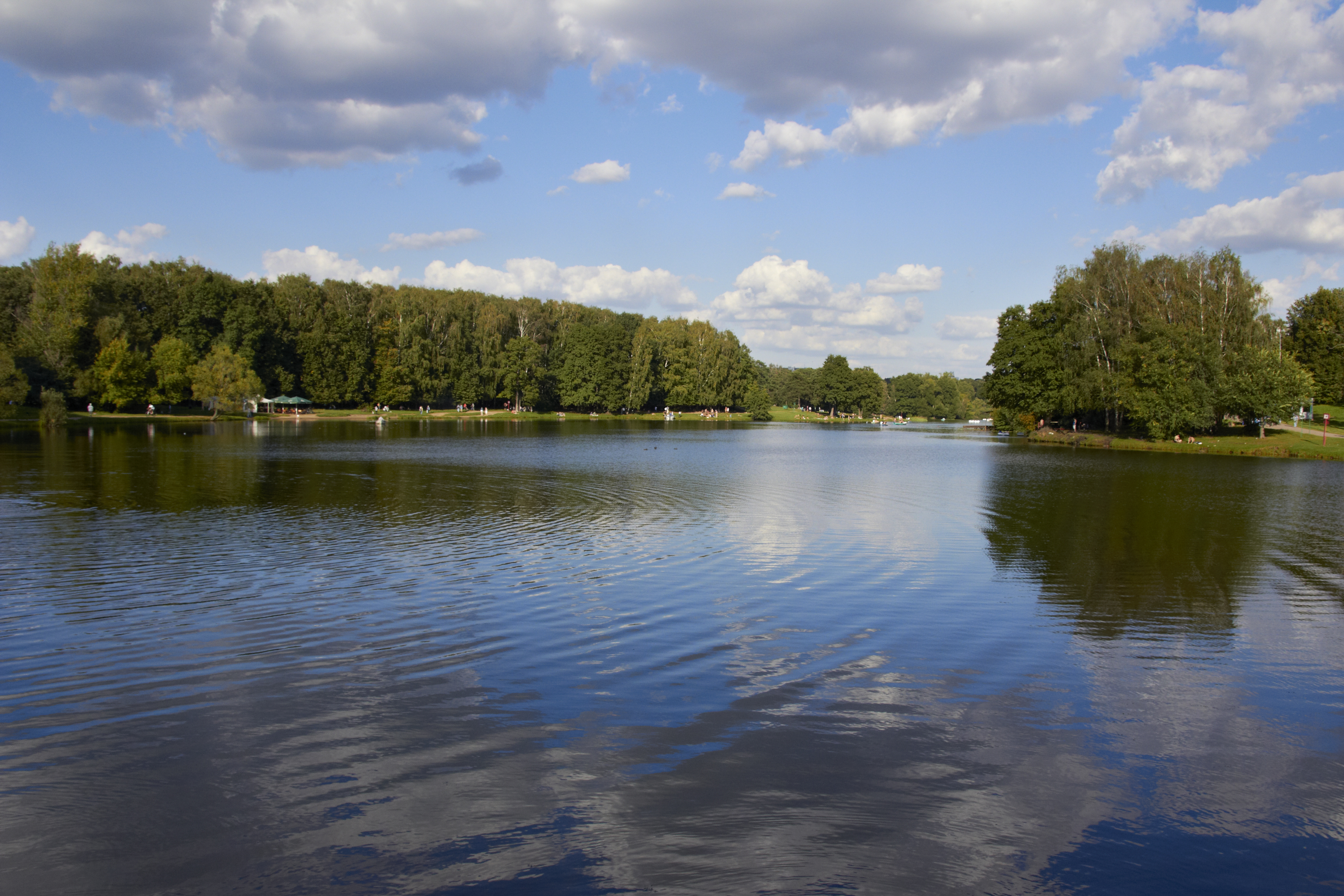
Шибаевский пруд
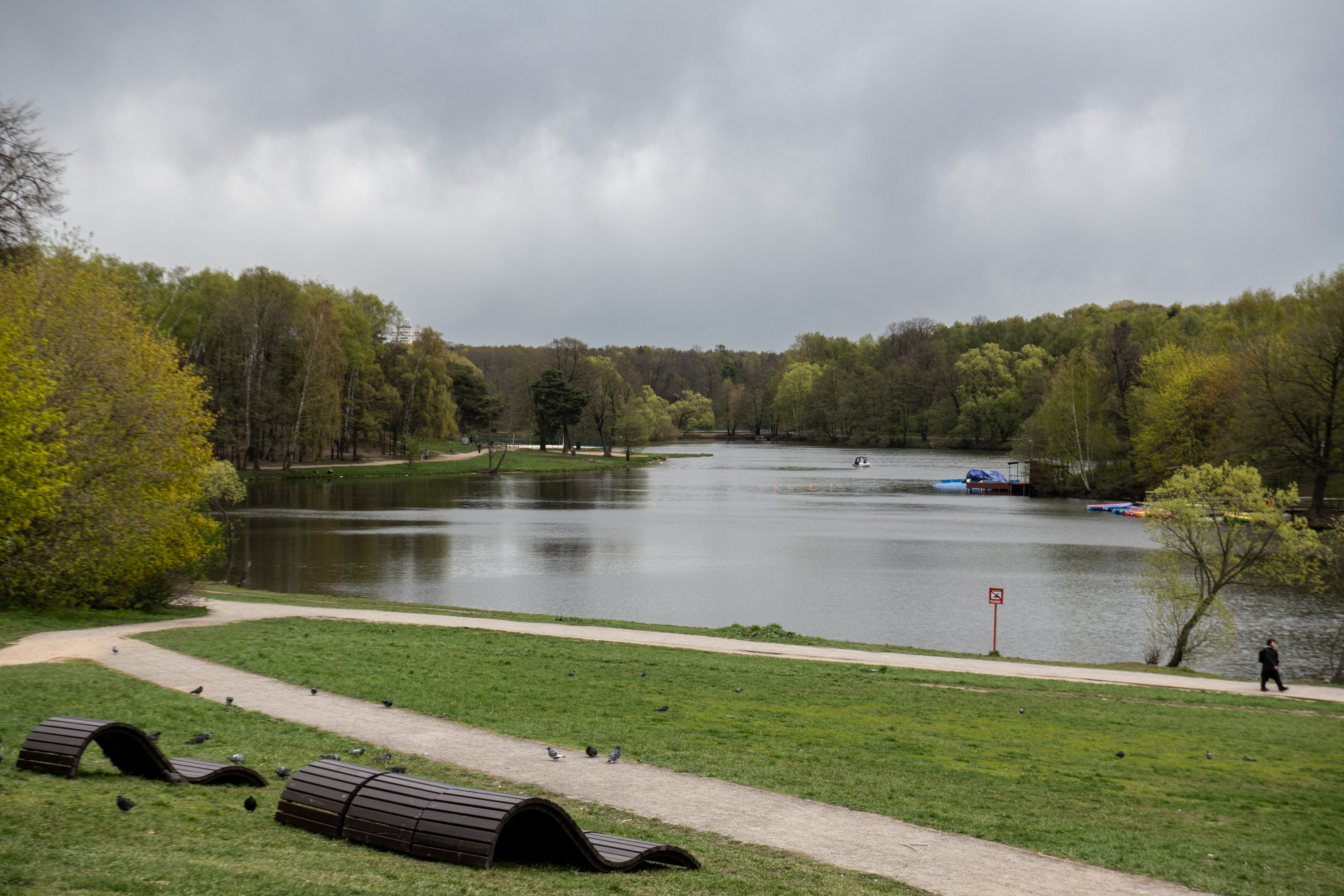
Шибаевский пруд в 2022 году
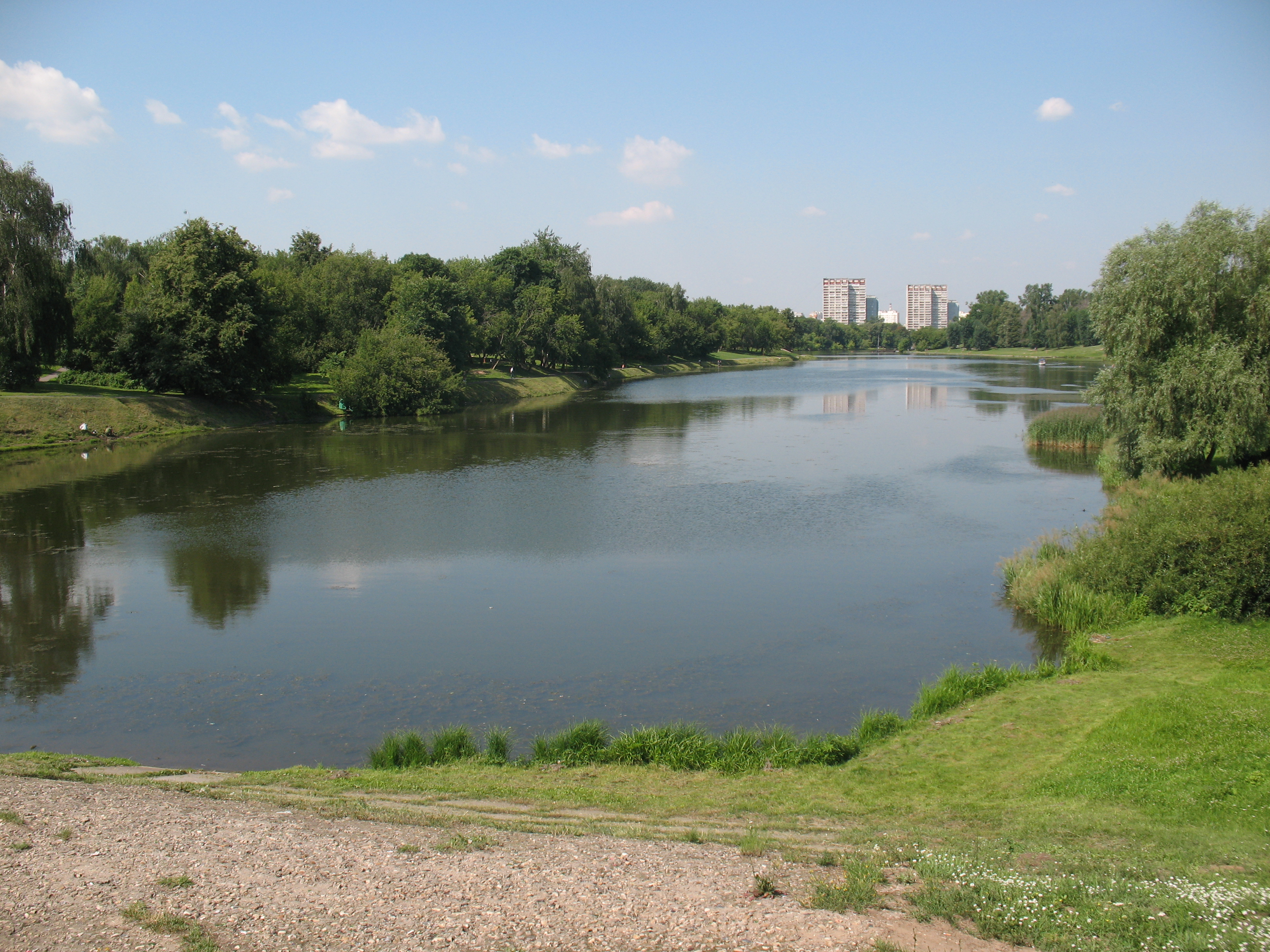
Люблинский пруд с дамбы на Краснодонской улице
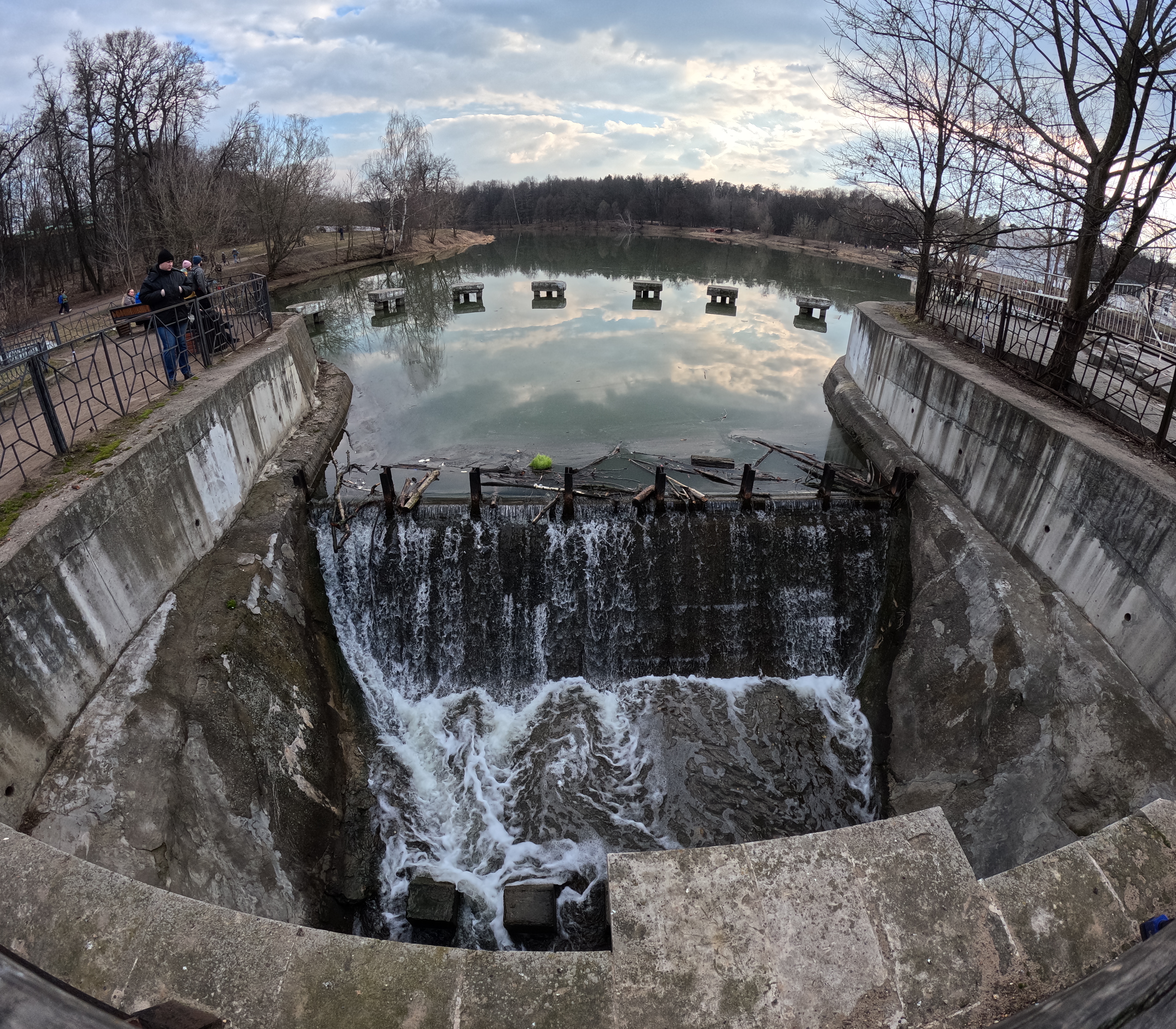
Плотина Верхнего Кузьминского пруда